# Sprachgebrauch in Österreich
| Staatssprache | Sprecherzahl |
| --- | ------------ |
| Deutsch | 7.115.780    |
| Anerkannte Minderheitensprachen | Sprecherzahl |
| Ungarisch | 40.583       |
| Slowenisch | 24.855       |
| Burgenlandkroatisch | 19.412       |
| Tschechisch | 17.742       |
| Slowakisch | 10.234       |
| Romani | 6.273        |
| Österreichische Gebärdensprache | 9.000        |
| Ausgewählte weitere Sprachen | Sprecherzahl |
| Türkisch | 183.445      |
| Serbisch | 177.320      |
| Kroatisch | 131.307      |
| Englisch | 58.582       |
| Bosnisch | 34.857       |
| Polnisch | 30.598       |
| Albanisch | 28.212       |
| Italienisch | 10.742       |
| Französisch | 10.190       |
| Mazedonisch | 5.145        |
| Griechisch (Neu) | 3.098        |
| Kurdisch | 2.133        |
| Windisch | 568          |
| 1. Angegebene Umgangssprache der österreichischen Wohnbevölkerung. Nach Ansicht von Minderheitenvertretern führt dieser Umstand zu einer Unterschätzung der wirklichen Zahl der Sprachmitglieder. 2. Quelle: Volkszählung 2001 |              |

Der Sprachgebrauch in Österreich ist vielfältig. Deutsch dominiert in Österreich und ist im Bundes-Verfassungsgesetz (B-VG) als offizielle Staatssprache festgeschrieben. Auch die bodenständigen Minderheitensprachen sind in der Bundesverfassung anerkannt. Einwanderer haben zahlreiche weitere Sprachen nach Österreich gebracht. Die amtlich in Behörden und Schulen zur Anwendung kommende Schriftsprache ist Österreichisches Deutsch.

## Deutsch

### Staatssprache
Der erste Absatz des Artikels 8 Bundes-Verfassungsgesetz lautet:
„(1) Die deutsche Sprache ist, unbeschadet der den sprachlichen Minderheiten bundesgesetzlich eingeräumten Rechte, die Staatssprache der Republik.“
Etwa 88 Prozent der österreichischen Bevölkerung und 98 Prozent der österreichischen Staatsbürger haben Deutsch als Muttersprache.
Tatsächlich gesprochen und geschrieben wird in Österreich das österreichische Deutsch, eine nationale Standardvarietät der plurizentrischen deutschen Sprache, wobei sich österreichisches Deutsch insbesondere im Wortschatz und der Aussprache, aber auch durch grammatikalische Besonderheiten vom Gebrauch in Deutschland oder der Schweiz unterscheidet. Das Österreichische Wörterbuch, in dem der Wortschatz zusammengefasst ist, wurde 1951 vom Unterrichtsministerium initiiert und ist seitdem das amtliche österreichische Nachschlagewerk.

### Dialekte
In Österreich wird die deutsche Sprache in verschiedenen oberdeutschen Dialekten gesprochen. Aus dem Bairischen entstandene Dialekte werden in allen Bundesländern mit Ausnahme Vorarlbergs und Teilen Tirols gesprochen. Da die österreichische Staatsgrenze keine historische gewachsene Sprachgrenze ist, haben die in Österreich gesprochenen süddeutschen Dialekte sprachliche Ähnlichkeiten zu den Mundarten in Bayern, Baden-Württemberg und der Ostschweiz (Dialektkontinuum).
Historische Sprachgrenzen sind auf geographische Unzugänglichkeiten in der bergigen Landschaft der Alpen begründet, weshalb trotz des Dialektkontinuums zwischen einzelnen, teils benachbarten Regionen Westösterreichs relativ große Unterschiede in der Umgangssprache und insbesondere im Vokabular zu finden sind, ähnlich wie in der Schweiz. Diese Unterschiede haben für die jeweilige Bevölkerung einen hohen identitären Wert. So sind diverse Ausdrücke und Begriffe auf einzelne Orte und Täler beschränkt, wie z. B. im Ötztal, wo der Dialekt das „stärkste und am meisten prägende Element der lokalen Identität der Bevölkerung des Ötztals“ darstellt.
Im Westen Österreichs, in Vorarlberg und im Tiroler Außerfern, werden vorrangig alemannische Dialekte gesprochen, so wie auch in der deutschsprachigen Schweiz. Der Wortschatz der Vorarlberger Mundarten ist im Vorarlbergischen Wörterbuch beschrieben, die Sprachgeographie der Mundarten in Vorarlberg und Tirol im Vorarlberger Sprachatlas. Ein wesentliches Sprachelement alemannischen Ursprungs ist die Substitution der Wortendungen in Verben, z. B. „-sch“ anstatt „-st“, sowie „-er“ oder „-å“ anstatt „-en“ („habå“ statt „haben“, „håsch“ statt „hast“), wohingegen in Umgangssprachen bairischen Ursprungs Verben häufig auf weniger Silben gekürzt werden („ham“ statt „haben“). Ein weiteres Element aus den alemannischen Sprachgruppen ist eine kehlige Betonung des Buchstaben „k“ sowie „ch“.
Die Tiroler Dialekte stellen den Übergangsbereich zwischen dem bairischen und dem alemannischen Kontinuum dar und weisen auch Entlehnungen aus dem ehemals in verschiedenen Regionen und heute noch in Teilen des benachbarten Graubünden (in der Schweiz) gesprochenen Rätoromanisch (ladinisch) auf. In der Nachkriegszeit wurde die Sprache in Tirol und Vorarlberg durch die französische Besetzung beeinflusst. Die Begriffe Besetzung, Besatzungszonen und Besatzungssektoren gelten in Österreich bis heute synonym für die Jahre von 1945 bis 1955.
Einige wenige alemannische Ausdrücke gehören auch noch in Kärnten und im westlichen Salzburger Land zum alltäglichen Sprachgebrauch, werden jedoch im österreichischen Voralpenland gänzlich durch die bairischen Dialekte ersetzt. Der dialektale Wortschatz ist erfasst und beschrieben im Wörterbuch der bairischen Mundarten in Österreich.
Zusätzlich zu den vielen verschiedenen Ortsdialekten haben sich in den einzelnen Bundesländern „Landesdialekte“ gebildet, die sich an der in der jeweiligen Landeshauptstadt gesprochenen Mundart orientieren und die lokale Medienlandschaft prägen. Die Umgangssprache in den Landeshauptstädten wiederum wird in jeweils unterschiedlichem Ausmaß von der Wiener Mundart beeinflusst. Auf diese Weise entsteht eine Vermischung von österreichischen Dialektsprachen und dem Österreichischen Deutsch.
Die unterschiedlichen Dialekte sind für einen Großteil der Bevölkerung die tägliche Umgangssprache. Im Sprachgebrauch älterer Menschen finden sich meist mehr Dialektausdrücke als im Sprachgebrauch der jüngeren Generationen; auf dem Land wird mehr Dialekt gesprochen als in den Städten. In manchen größeren Städten bildet sich eine Eigenart des in der Umgebung gesprochenen Dialekts aus. Dieser kommt mit durchwegs weniger Spezialausdrücken des Dialekts aus (z. B. wird „immer“ statt „ollawei“ gesagt, oder schlicht „Topf“ statt „Tügi“/„Tiegel“) und verwendet stattdessen mehr Dialektformen der gehobeneren Sprache (z. B. „hintn“ statt „dreant“ für „hinten“, oder „dawischen“/„erwischen“ statt „daglaunga“/„erlangen“ für „einen Gegenstand erreichen“).

### Einflüsse auf das österreichische Deutsch
Durch die Einbeziehung anderer Sprachräume in das Staatsgebilde des Habsburger Vielvölkerreich sind zahlreiche Lehnwörter und Redewendungen aus dem Tschechischen, Ungarischen, Französischen, Italienischen, Jiddischen, Südslawischen usw. in die deutsche Sprache übernommen worden, teilweise in verballhornter Form.
Die österreichische Umgangssprache wird seit dem EU-Beitritt verstärkt mit Wörtern aus bundesdeutschen Medien beeinflusst; so haben in allen Landesteilen bereits Wörter wie Tschüss, klasse, oder auch das Wort lecker usw. Einzug gehalten. Die Tomate gilt bereits als höherwertig als die Paradeiser, die Sahne hat in Tirol den Rahm fast gänzlich verdrängt. Die Massenmedien verstärken dies durch den Einsatz von Ausdrücken wie bislang, vor Ort usw. Besonders fällt die Verdrängung des urtümlichen Dialekts in und in der Umgebung von Wien auf, wo sich ein eigener „gehobener Wiener Dialekt“ entwickelt hat. Er zeichnet sich unter anderem dadurch aus, dass der Vokal „a“ nicht als „å“ bzw. „o“ ausgesprochen wird, wie sonst in den bairischen Dialekten üblich. Überhaupt werden Wörter viel öfter nach der Schrift ausgesprochen: „ich, dich, mich“ werden auch so gesprochen und nicht als „i, di, mi“, oder „net“ wird durch „nicht“ ersetzt. Eine ähnliche Entwicklung ist – mit einer gewissen zeitlichen Verzögerung und insbesondere bei den jüngeren Generationen – in Graz zu bemerken.
Zusätzlich zu diesen Entwicklungen spielt auch die Wirtschaft in Österreich eine Rolle, wo beispielsweise einzelne Markennamen zu Austriazismen wurden. So wird heute für das Klebeband zumeist der Markenname TIXO verwendet, für Knabbergebäck Soletti, Schwedenbomben für Schokoküsse, für Schnellkochtöpfe Kelomat und manchmal für Badezimmerschränke Allibert, für Putzlappen Wettex, für Orangensaft Cappy und für Apfelsaft Obi, unabhängig vom wirklichen Hersteller.

## Anerkannte Minderheitensprachen
Neben der deutschen Staatssprache sind in Österreich auch die Sprachen einiger sprachlicher Minderheiten gesetzlich geschützt. Zu den autochthonen Minderheiten zählen die Burgenlandkroaten und Burgenlandungarn, die Kärntner Slowenen, Slowaken und Tschechen (siehe Tschechen in Wien) sowie Roma.
Der zweite Absatz des Art. 8 B-VG lautet:
„(2) Die Republik (Bund, Länder und Gemeinden) bekennt sich zu ihrer gewachsenen sprachlichen und kulturellen Vielfalt, die in den autochthonen Volksgruppen zum Ausdruck kommt. Sprache und Kultur, Bestand und Erhaltung dieser Volksgruppen sind zu achten, zu sichern und zu fördern.“
Burgenlandkroatisch, Romani (Sprache der Roma), Slowakisch, Slowenisch, Tschechisch und Ungarisch sind die gesetzlich geschützten Sprachen autochthoner Minderheiten in Österreich. Die alteingesessenen Volksgruppen haben in bestimmten Regionen Anspruch auf muttersprachlichen Schulunterricht und Behördenverkehr.
Außerdem ist nach Art. 8 Abs. 3 die Österreichische Gebärdensprache eine anerkannte Minderheitensprache:
„(3) Die Österreichische Gebärdensprache ist als eigenständige Sprache anerkannt. Das Nähere bestimmen die Gesetze.“

## Weitere Sprachen
Weitere Minderheitensprachen und Idiome autochthoner Gruppen in Österreich wurden nicht unter den Schutz der Europäischen Charta der Regional- oder Minderheitensprachen gestellt, zum Beispiel Jenisch und Windisch. „Windisch“ war ursprünglich das deutsche Wort für eine Reihe slawischer Sprachen. Vor allem in Kärnten und in der Steiermark wurde es ein Begriff für die mit zahlreichen Wörtern aus der deutschen Bildungssprache durchsetzten slowenischen Lokaldialekte.
Eine hohe Anzahl von Sprechern anderer Sprachen, vor allem Türkisch und der Sprachen des ehemaligen Jugoslawiens, die teilweise auch österreichische Staatsbürger sind, haben heute zwar ihren Lebensmittelpunkt in Österreich, ihre Sprachen fallen aber nicht unter das Minderheitenschutzrecht und müssen daher in den Schulen auch nicht berücksichtigt werden. Daneben werden in Österreich auch enorm seltene Sprachen verwendet, wie z. B. das Aramäische, welches von den christlichen Assyrern (Suryoye) gesprochen wird (hauptsächlich von der Diasporagemeinde in Wien).